# Risiophlebia dohrni
Risiophlebia dohrni är en trollsländeart som först beskrevs av Krüger 1902.  Risiophlebia dohrni ingår i släktet Risiophlebia och familjen segeltrollsländor. IUCN kategoriserar arten globalt som livskraftig. Inga underarter finns listade i Catalogue of Life.